# There She Goes (chanson des La's)
Pour les articles homonymes, voir There She Goes.
Singles de The La's
Way Out
(1987) Timeless Melody
(1990)
There She Goes est une chanson du groupe liverpuldien The La's, écrite par Lee Mavers et sortie en single en 1988.
Deux ans plus tard, elle apparaît également sur l'unique album du groupe, The La's, dans un remix de Steve Lillywhite. Alors que le single original était passé relativement inaperçu, cette nouvelle version rencontre un certain succès et reste la chanson la plus connue des La's.
There She Goes est sélectionnée par le Rock and Roll Hall of Fame pour faire partie de la liste des 660 « chansons qui ont façonné le rock 'n' roll ».

## Musiciens
- Lee Mavers : guitare, chant
- John Power : basse, chœurs
- John « Boo » Byrne : guitare
- Chris Sharrock : batterie

## Classement
| Pays                     | Position (1988) | Position (1990) |
| ------------------------ | --------------- | --------------- |
| États-Unis (Hot 100)     | —               | 49              |
| États-Unis (Modern Rock) | —               | 2               |
| Royaume-Uni              | 57              | 13              |
| Pays-Bas                 | —               | 57              |

## Reprises
- The Boo Radleys dans la bande originale du film Quand Harriet découpe Charlie ! (1993)
- Robbie Williams en face B du single No Regrets (en) (1998)
- Sixpence None the Richer sur l'album Sixpence None the Richer (1999)
- Beat Crusaders sur l'EP Musicrusaders (2005)
- The Wombats en face B du single Kill the Director (2008)
- Hazel English reprend le titre, publié en single en 2023[2].